# محمد عبد النور
محمد عبد النور (بالفرنسية: Mohamed Abdennour)‏ (من مواليد 1966 في الجزائر) هو مؤلف موسيقي جزائري ومنظم وعازف موسيقى، ينشط في فرنسا ويلعب مزيجًا من الأشكال الموسيقية المختلفة الممزوجة بموسيقى الشعبي.

## روابط خارجية
- محمد عبدالنور على موقع ديسكوغز (الإنجليزية)